# Brünchenhain
Brünchenhain ist ein ehemaliger Adelssitz und heutiger Gutshof in der Gemarkung von Jesberg im Schwalm-Eder-Kreis, Nordhessen.

## Lage
Der im Jahre 1343 erstmals erwähnte Ort liegt etwa 1 Kilometer nördlich des Schwalm-Zuflusses Gilsa und gut 2 km nordwestlich von Jesberg, westlich des Haselborns am Rande des Staatsforstes Schönstein, südöstlich unterhalb des 675 m hohen Wüstegarten im Kellerwald. Er wird erreicht durch die Kreisstraße 60, die von der Kreisstraße 59 (Densberg–Jesberg) abzweigt.

## Geschichte
Der Ort war ursprünglich ein kleiner Weiler mit zwei Höfen im Besitz der Herren von Linsingen. Konrad von Linsingen verkaufte 1343 und 1350 die beiden Höfe, den Unteren Hof und den Oberen Hof, an die Herren von Schomberg, die den Ort bis mindestens 1532 in Besitz hatten, allerdings ab 1369 als Lehen der Herren von Löwenstein. Der Zehnt gehörte dem St. Petri-Stift in Fritzlar, das bis 1448 die Herren von Schomberg, von 1448 bis 1691 die Herren von Linsingen damit belehnte.
Die Höfe wechselten schon ab dem 16. Jahrhundert mehrfach ihre Besitzer. Nach Zerstörung im Dreißigjährigen Krieg wurde der Untere Hof neu aufgebaut. Das Herrenhaus wurde 1719 durch den Hessen-Kasseler Oberkammerrat Heinrich Dehn-Rothfelser (1657–1725, Besitzer seit 1708) errichtet und in der Mitte des 19. Jahrhunderts von Eduard von Goeddaeus umgebaut. Von 1895 bis heute wechselte der Besitz mindestens viermal.
Die kleine Siedlung, deren Name in schriftlichen Zeugnissen des 14. bis 16. Jahrhunderts in verschiedentlich abgewandelter Form erscheint,  hatte um 1570 fünf Hausgesesse, 1731 fünf männliche und fünf weibliche Hausgesesse, 1747 vier Hausgesesse, und 1895 19 Einwohner. Sie gehörte 1575 zum hessischen Amt Borken, und die niedere und peinliche Gerichtsbarkeit lag bei den Herren von Löwenstein. 1576 gehörte der Ort zum Amt und Gericht Schönstein, 1731 und 1742 zum Gericht Jesberg, von 1778 bis 1807 und von 1814 bis 1821 zum Amt Neukirchen. Während der kurzen Zeit des Königreichs Westphalen war er von 1807 bis 1813 dem Kanton und Friedensgericht Jesberg zugeordnet. Mit der kurhessischen Verwaltungsreform von 1821 kam Brünchenhein zum Kreis und Justizamt Homberg, nach der preußischen Annexion von Kurhessen zum Kreis und Amtsgericht Homberg. 1932 wurde es bei der Zusammenlegung der Kreise Homberg und Fritzlar Teil des neuen Kreises Fritzlar-Homberg (1939 umbenannt in Landkreis Fritzlar-Homberg) und bei der hessischen Gebietsreform 1974 Teil des Schwalm-Eder-Kreises.